# 贾晓鹏
贾晓鹏（1962年12月—），吉林长春人，吉林大学超硬材料国家重点实验室教授、郑州大学物理学院教授，研究方向为超硬和多功能材料的高温高压合成与应用。中华人民共和国教育部第二批“长江学者”特聘教授。1996年获得日本国立筑波大学工学博士学位。1996年至1999年先后在日本筑波大学、日本无机材料研究所、日本金属材料技术研究所担任研究员。